# العلاقات القرغيزستانية الموريشيوسية
العلاقات القيرغيزستانية الموريشيوسية هي العلاقات الثنائية التي تجمع بين قيرغيزستان وموريشيوس.

## مقارنة بين البلدين
هذه مقارنة عامة ومرجعية للدولتين:
| وجه المقارنة                                              | قيرغيزستان                      | موريشيوس                 |
| --------------------------------------------------------- | ------------------------------- | ------------------------ |
| المساحة (كم2)                                             | 199.95 ألف                      | 2.04 ألف                 |
| عدد السكان (نسمة)                                         | 6.20 مليون                      | 1.26 مليون               |
| الكثافة السكانية (ن./كم²)                                 | 31.01                           | 617.65                   |
| العاصمة                                                   | بيشكك                           | بورت لويس                |
| اللغة الرسمية                                             | اللغة الروسية، اللغة القيرغيزية | لغة إنجليزية، لغة فرنسية |
| العملة                                                    | سوم قيرغيزستاني                 | روبي موريشي              |
| الناتج المحلي الإجمالي (بليون دولار)                      | 7.56 مليار                      | 13.34 مليار              |
| الناتج المحلي الإجمالي (تعادل القوة الشرائية) بليون دولار | 20.45 مليار                     | 25.36 مليار              |
| الناتج المحلي الإجمالي الاسمي للفرد دولار أمريكي          | 1.10 ألف                        | 9.25 ألف                 |
| الناتج المحلي الإجمالي للفرد دولار أمريكي                 |                                 | 18.59 ألف                |
| مؤشر التنمية البشرية                                      | 0.655                           | 0.777                    |
| رمز المكالمات الدولي                                      | +996                            | +230                     |
| رمز الإنترنت                                              | .kg                             | .mu                      |
| المنطقة الزمنية                                           | ت ع م+06:00                     | ت ع م+04:00              |

## منظمات دولية مشتركة
يشترك البلدان في عضوية مجموعة من المنظمات الدولية، منها:
| علم المنظمة | اسم المنظمة                        | تاريخ انضمام قيرغيزستان | تاريخ انضمام موريشيوس |
| ----------- | ---------------------------------- | ----------------------- | --------------------- |
|             | مؤسسة التنمية الدولية              | 24 سبتمبر 1992          | 23 سبتمبر 1968        |
|             | يونسكو                             | 2 يونيو 1992            | 25 أكتوبر 1968        |
|             | وكالة ضمان الاستثمار متعدد الأطراف | 21 سبتمبر 1993          | 28 ديسمبر 1990        |
|             | الأمم المتحدة                      | 2 مارس 1992             | 24 أبريل 1968         |
|             | الاتحاد البريدي العالمي            | ?                       | ?                     |
|             | البنك الدولي للإنشاء والتعمير      | 18 سبتمبر 1992          | 23 سبتمبر 1968        |
|             | الاتحاد الدولي للاتصالات           | 20 يناير 1994           | 30 أغسطس 1969         |
|             | منظمة حظر الأسلحة الكيميائية       | ?                       | ?                     |
|             | مؤسسة التمويل الدولية              | 11 فبراير 1993          | 23 سبتمبر 1968        |
|             | منظمة التجارة العالمية             | ?                       | ?                     |
|             | منظمة الشرطة الجنائية الدولية      | ?                       | ?                     |

## وصلات خارجية
- موقع وزارة الخارجية القيرغيزستانية